# Викторио
Викторио (племенное имя Биду-Йа — «[Тот, который] осматривает своего коня», 1825 — 14 октября 1880) — военный вождь чихенне, одной из групп чирикауа-апачей.

## Биография
Викторио родился на территории современного американского штата Нью-Мексико и принадлежал к восточным чирикауа или чихенне. Сестрой Викторио была Лозен, знаменитая женщина-воин апачей. О его ранней жизни известно очень немного. В 1853 году он уже был вождём чихенне, а после смерти Мангаса Колорадаса возглавил свою общину. Под его руководством было около 300 человек. Кроме чирикауа, к его общине примкнули некоторые мескалеро.
С 1870 года по 1880-й правительство США несколько раз перемещало чихенне из одной резервации в другую, несмотря на просьбы Викторио разрешить жить его общине на традиционной территории. Первая резервация чихенне, Охо-Кальенте, была расположена на их родных землях, и Викторио вместе со своей общиной находился в мирных отношениях с белыми людьми. 20 апреля 1877 года американские власти решили переместить чихенне в резервацию Сан-Карлос, Аризона. Общину Викторио поместили в плохие условия, земля оказалась непригодна для сельского хозяйства. Вождь чихенне и его сторонники несколько раз покидали резервацию. В течение трёх лет чихенне, руководимые Викторио, совершали рейды в Мексику, Техас и Нью-Мексико. Эти события вошли в историю как Война Викторио.
В октябре 1880 года отряд мексиканских ополченцев под командованием Хоакина Террасаса окружил и атаковал лагерь чихенне. Викторио, как и большинство его воинов, погиб в завязавшемся бою.

## В кино
- «Хондо» — режиссёр Джон Фэрроу (США, 1953), в роли Викторио — Майкл Пейт.